# 日本スポーツ施設協会
公益財団法人日本スポーツ施設協会（にほんスポーツしせつきょうかい）は、日本の体育・スポーツ施設の充実及びその効果的運営の促進を図り、もって体育振興に寄与することを目的とした団体。略称 JSFA。
人材育成に力を入れており、水泳指導管理士、トレーニング指導士、スポーツ施設管理士、スポーツ施設運営士、上級スポーツ施設管理士 を認定、そのための養成講習会を主催している。近年は、指定管理者制度導入に伴い、公共スポーツ施設の指定管理者基礎評価事業にも力を注いでいる。
スポーツ施設での事故防止の啓蒙にも努めており、プール排水口事故防止など全国で開催される講習会に講師を派遣している。また、協会会員施設において発生してしまったスポーツ事故などによる人身事故に対し、体育施設の設置（管理）者が支払う賠償金および保障金（見舞金）を保険で補填することによって速やかに被害者の救済を図るための社会スポーツ施設保険制度を設けている。

## プロフィール
- 1958年（昭和33年）5月に、全国体育施設協議会設立、第1回全国体育施設研究協議大会を開催
- 1961年（昭和36年）3月に、日本体育施設連盟と改称
- 1966年（昭和41年）7月に財団法人日本体育施設協会設立を許可申請し、同年8月22日許可
- 所在地 東京都豊島区巣鴨、巣鴨スポーツセンター別館

## 主な主催行事
- 全国体育施設研究協議大会（共催:日本スポーツ振興センター、開催地の都道府県教育委員会、体育施設協会）
- 水泳指導管理士養成講習会：例年5月に実施している。
- トレーニング指導士養成講習会：例年7月に実施している。
- スポーツ施設管理士養成講習会：例年6月、11月に実施している。
- スポーツ施設運営士養成講習会：例年2月に実施している。
- 公認スポーツプログラマー養成講習会（共同主催:公益財団法人日本スポーツ協会）

## 組織

### 都道府県体育施設協会（維持会員）
47都道府県に都道府県体育施設協会が組織されている。

### スポーツ施設研究所
体育・スポーツ振興の基盤となる施設の改善や整備充実を図るため、設計監理、施工、管理運営等幅広いスポーツ施設ジャンルに対応して、調査研究し情報の提供を行うことを目的に設置。

### 特別会員研究部会
調査研究、研修情報収集、関係方面との連絡などのため部会を設けており、現在は9部会が各々の設置目的に従って、体育施設の調査研究などの活動を行っている。

## 出版事業
販売している出版物は、体育施設出版が発売元となっている。

### 機関誌
月刊体育施設
1971年（昭和46年）4月発刊の会報・機関誌。1974年（昭和49年）に「財団法人日本体育施設協会会報」から「月刊体育施設」に改称。1979年（昭和54年）4月に拡大創刊（以降体育施設出版に編集、発行権を委譲。現在は監修を担当）し、雑誌スタイルに改める。2009年（平成21年）4月、拡大創刊30周年を機に、オールカラー化、A4判への改判を軸としたリニューアルを行った。2009年（平成21年）11月、通巻500号を迎えた。